# آزادیستان
آزادیستان یا آزادستان (به معنای سرزمین آزادی) جمهوری بود که در۱۹۲۰ در تبریز، ایالت آذربایجان، ایران به رهبری شیخ محمد خیابانی، فعال ملی‌گرای ایرانی، تشکیل شد. پس از قیام حزب دمکرات ایران این نام به عنوان اعتراضی به گذاشتن نام آذربایجان به بخشی از قفقاز تحت عنوان جمهوری مستقل آذربایجان به مرکزیت باکو و نیز برای ارائه مدلی از آزادی و دمکراسی برای بقیه ایران به آذربایجان ایران گفته شد. کابینه خیابانی شامل چندین تاجر و روشنفکر بود.
پس از تصرف شهربانی، خیابانی بیانیه‌ای از سوی هیئت مدیره حزب دموکرات به دو زبان فارسی و فرانسه صادر کرد که در آن اعلام شده بود برنامه شیخ برقرار داشتن آسایش عمومی و از قوه به فعل درآوردن رژیم مشروطیت در ایران است.
فرقهٔ دمکرات خواهان عدم مداخله خارجی در ایران، معافیت آذربایجان ایران از مسئولان منصوب دولت تهران، خروج نیروهای خارجی از ایران، اجرای صادقانه قانون اساسی و خودمختاری محلی بود. خیابانی گرچه در ابتدا از حامیان شوروی بود، پس از ایجاد پایگاه بلشویکها در انزلی، نسبت به آنان بدبین شد. پس از این رخداد، دولت آزادیستان مخالف شوروی و پناهگاهی برای مخالفان حکومت شمال ارس شد.
حکومت خودمختار آزادیستان، پس از فتح تبریز توسط قزاق‌های اعزامی حکومت مرکزی ایران ساقط شد.

## پایه‌گذاری
شیخ محمد، فرزند حاجی عبدالحمید، بازرگانی اهل خامنه بود. او پس از تحصیل فقه و اصول تا نزدیک مرحله اجتهاد، هیئت و نجوم آموخت. مدتی نیز حکمت و طبیعیات و تاریخ و ادبیات تحصیل کرد. عموی او توسط قزاق‌های تزاری کشته شده بود و او خود، روحانی مسجد جامع تبریز بوده‌است. زندگی شیخ محمد خیابانی پس از پیروزی مشروطه در سال ۱۲۸۵ ش، با تأسیس انجمن ایالتی در تبریز، وارد مرحلهٔ تازه‌ای گردید و در جریان محاصره تبریز، در دفاع از شهر نقش مهمی ایفا کرد. در زمان خیابانی، اوضاع ایران به دلیل دخالت‌های بیگانگان از جمله روسیه، انگلیس و آلمان، آشفته بود. پس از خلع محمدعلی شاه از سلطنت، خیابانی در سی سالگی به عنوان نماینده مردم تبریز راهی دوره دوم مجلس شورای ملی گردید. او به نمایندگی مجلس چهارم نیز انتخاب شد ولی هرگز نتوانست در آن مجلس شرکت کند. نخستین حرکت سیاسی بزرگ خیابانی، مخالفت با اولتیماتوم روسیه در مجلس دوم طی یک نطق بلند یک ساعته بود. او پس از قبول اولتیماتوم توسط دولت و تعطیلی مجلس، در سبزه میدان تهران میتینگی برگزار کرد و بلافاصله برای فرار از دستگیری توسط وثوق الدوله، به خراسان گریخت. در شش سال ایام فترت مجلس، مشغول تجارت شد و با تاج‌گذاری احمدشاه به تشکیل مجالس ادبی و مذاکرات فلسفی مشغول شد و طی این جلسات، گروه‌هایی را به دور خود جمع کرد. در ماجرای اشغال تبریز توسط عثمانی از مخالفان اشغال ایران به دست قوای بیگانه بود و به همین مناسبت، مدتی توسط قوای عثمانی در ارومیه زندانی شد. [۴] شیخ محمد خیابانی، با قرارداد وثوق‌الدوله با دولت انگلستان (قرارداد ۱۹۱۹) نیز به مبارزه برخاست و از آنجا که حکومت مرکزی را ضعیف و وابسته می‌دید، ایجاد یک تحول اساسی در سیستم حکومت ایران و احیای آزادی را گام نخست برای خانه‌تکانی ایران و بیرون راندن اشغالگران خارجی می‌دانست؛ ولی برداشتن گام اول را از طریق مذاکره سیاسی امکان‌پذیر نمی‌شمرد و تنها راه را در قیام و مقاومت در برابر استبداد و دخالت خارجی می‌دانست. از این رو، بعد از قبول قرارداد ۱۹۱۹ از سوی دولت ایران، در تبریز دست به قیام زد.